# Hattula
Hattula este o comună din Finlanda.